# Бероф, Мишель
Мишель Беро́ф, Берофф (фр. Michel Béroff) (род. 9 марта 1950, Эпиналь) — французский пианист. 

## Биография и творчество
Родился в семье эмигрантов из Болгарии. В 1966 закончил Парижскую консерваторию по классам И. Лорио и П. Санкана. В том же году получил первую премию на Международном конкурсе пианистов им. Оливье Мессиана в Руайяне. После успешного парижского дебюта в 1967 активно концертировал в Европе, в 1972 дебютировал в Альберт-холле (с оркестром под управлением Л. Бернстайна) и в Южной Африке, в 1974 — в США (Второй концерт Прокофьева с оркестром Романской Швейцарии под управлением В. Заваллиша, в Карнеги-холле), в 1996 — в Японии, в 2017 — в России.
С самого начала исполнительской карьеры специализировался на музыке XX века. В его репертуар входят фортепианные сочинения О. Мессиана (Бероф считается одним из лучших интерпретаторов Мессиана), Б. Бартока, Л. Яначека (записал все его фортепианные пьесы), И.Ф. Стравинского, П. Булеза (записал «Eclat/Multiples» с ансамблем под управлением автора). Значительное место в репертуаре Берофа заняла музыка С. С. Прокофьева — в 1974 Бероф записал все фортепианные концерты Прокофьева, в 1981 все его «Мимолётности». Помимо современной музыки большое внимание Бероф уделяет французским композиторам XIX — начала XX веков — импрессионистам (Концерт для левой руки М. Равеля, с оркестром под управлением К. Аббадо, полное собрание фортепианных сочинений К. Дебюсси), К. Сен-Сансу («Карнавал животных» с Ж.-Ф. Колларом и инструментальным ансамблем), Г. Форе, П. Дюка и др. Бероф также записал «Картинки с выставки» и другие фортепианные сочинения М. П. Мусоргского, «Исламей» и Вторую сонату М. А. Балакирева.
С 1989 профессор по классу фортепиано Парижской консерватории. Даёт мастер-классы по всему миру, в том числе, в 2006 в Японии. Член жюри XIV и XV конкурсов П.И. Чайковского (2011, 2015). За аудиозаписи 5 раз удостоивался премии национальной Академии грамзаписи "Grand Prix du Disque".